# جون مارتن (مهندس)
جون مارتن (بالإنجليزية: John Martin)‏ هو مهندس أمريكي، ولد في 30 مارس 1939 في لونغ بيتش في الولايات المتحدة.